# Sicyos laevis
Sicyos laevis är en gurkväxtart som beskrevs av Asa Gray. Sicyos laevis ingår i släktet hårgurkor, och familjen gurkväxter. Inga underarter finns listade i Catalogue of Life.